# Placobdella translucens
Placobdella translucens (Плакобдела напівпрозора) — вид п'явок роду Placobdella родини Пласкі п'явки ряду Хоботні п'явки (Rhynchobdellida).

## Опис
Загальна довжина сягає 11,8 мм, завширшки — 4 мм. Голова сильно закруглена. Передня присоска (діаметром 0,7 мм) округлена. Рот розташовано у верхній частині. Має 2 пари очей між 1 і 2 кільцями, одна з яких поєднана. Тулуб листяподібний, сплощений. Поверхня спини гладенька з вкрай маленькими сосочками. Черевні кільця на відміну від спинних чітко розділені. Задня присоска (діаметром 1,5 мм) вужча за тіло. Атріум (репродуктивний орган) самця спарений, бульбоподібний, сильний. Гонопори самця розташовано на 11/12 кільці, самиці — 12. Виводковий апарат витягнутий.
Тіло напівпрозоре. Звідси походить назва цієї п'явки. На спині присутні маленькі коричневі цяточки. В передній частині є своєрідне «кільце». Від очей до ануса присутні 3 темні плями. Забарвлення області навколо атріуму і гонопор темнозеленого кольору.

## Спосіб життя
Воліє до річок з помірною течією. Добре плаває. Активний хижак, що живиться кров'ю черепах, плазунів, а також риб, насамперед окунеподібних.

## Розповсюдження
Є ендеміком США. Зустрічається від штату Луїзіана до Північної Кароліни (на сході) та Небраски (на заході).